# Cathédrale du Cœur-de-Jésus de Sarajevo
Pour les articles homonymes, voir Cathédrale du Sacré-Cœur.
La cathédrale du Cœur-de-Jésus est située en Bosnie-Herzégovine, sur le territoire de la Ville de Sarejevo. Elle a été construite entre 1884 et 1889 par l'architecte Josip Vancaš et est inscrite sur la liste des monuments nationaux de Bosnie-Herzégovine.

## Localisation

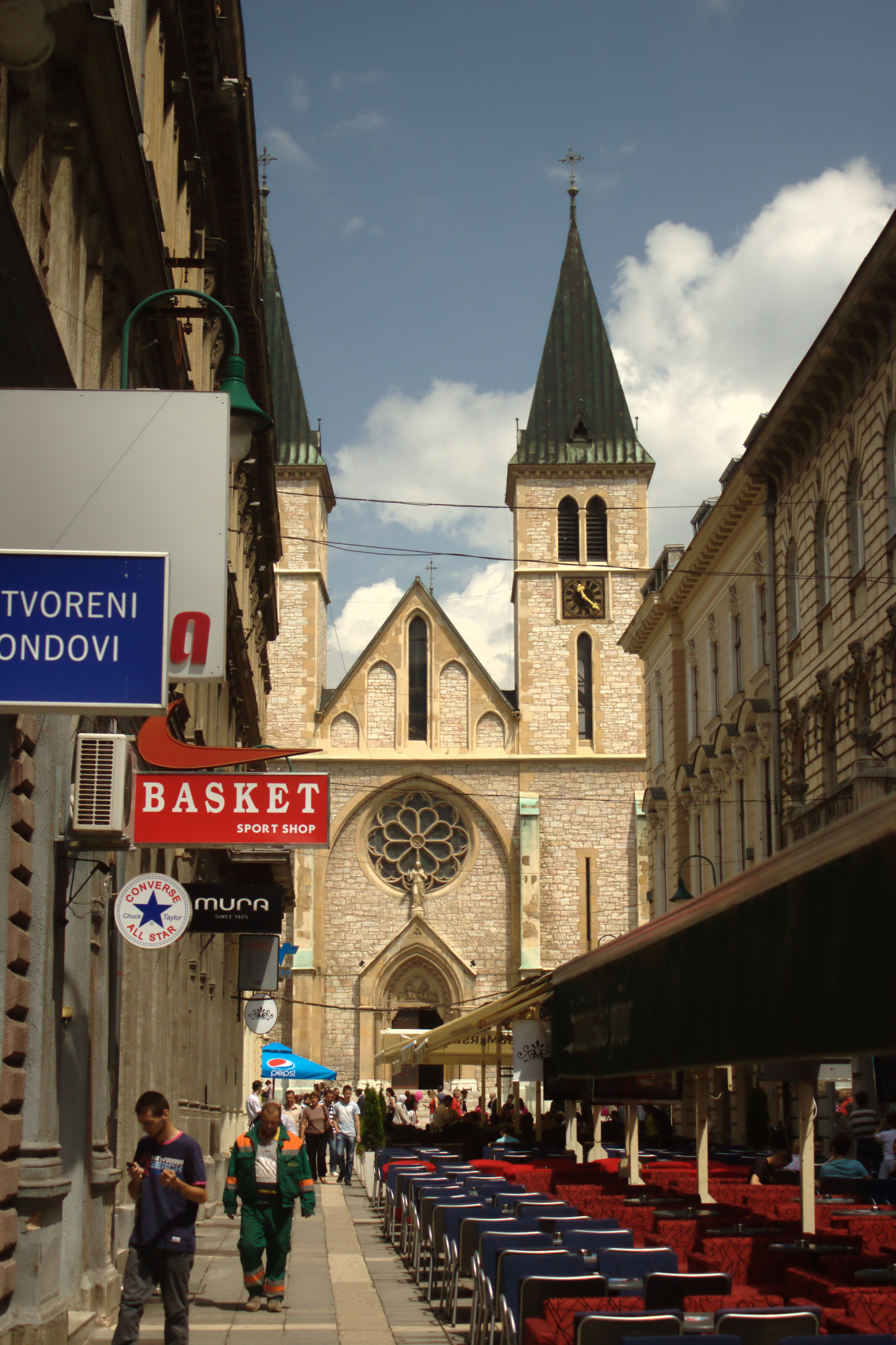
La cathédrale dans son environnement

## Architecture

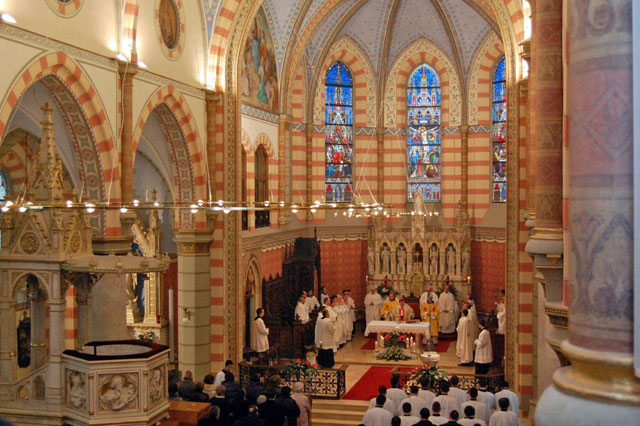
L'intérieur de la cathédrale